# 女の墓を洗え
『女の墓を洗え』（おんなのはかをあらえ）は、横溝正史が著そうとしていた長編推理小説であるが、死去したため執筆されなかった。

## プロット
昭和43年、等々力警部が犯人を検挙するが、金田一耕助が疑問をもって調べだしたため、金田一と等々力警部がライバル関係に。

## 本作をめぐる誤解
以下の設定は後人による俗説であり、生前の横溝正史が語ったことではない。
- 成城に住んでいる、ある有名な歌舞伎俳優が、その江戸時代にまで遡った祖先の怨念から殺人事件が起こる
正史の長男である横溝亮一の回想による。ただし正史は、『悪霊島』執筆後、このような設定の話を書きたいと漏らしただけであり、本作のことであるとは明言していない。『千社札殺人事件』以降の次回作の構想である可能性も残っている。
- この事件は、『貸しボート十三号』で触れられている通り、神門一族の冤罪事件であり、検察当局の握っている証拠がことごとく罠であることを金田一がいちいち反証をあげて証明し、結果、もののみごとにひっくりかえった事件となる
横溝正史研究の浜田知明が提唱した説であるが、横溝がそのように語った典拠は存在しない。むしろ、中島梓との対談で、本作の時代設定を『悪霊島』翌年の昭和43年とする予定であると語ったことがあり、本作を神門一族の冤罪事件とするには無理がある。
しかしこの説は、『金田一耕助99の謎』『金田一耕助The Complete』『僕たちの好きな金田一耕助』などの研究本においても、出典の検証を行うことなく引用されるなど、さも事実であったかのように流布しており、横溝研究に好ましくない影響を与えている。

## 解説
『野性時代』1980年1月に『悪霊島』連載終了とともに、次作長編探偵小説『女の墓を洗え』（仮題）の構想を練っており、エッセイ「金田一耕助との対話」1979年（昭和54年）6月30日の『朝日新聞』夕刊に今後の予定として挙げられていることから、次の連載は『女の墓を洗え』だったと思われるが、横溝の死去に伴い、『千社札殺人事件』とともに、永遠に読むことが叶わなくなった。